# Senti chi mangia
Senti chi mangia è stato un programma televisivo italiano di cucina, andato in onda su LA7 dal 14 settembre al 2 novembre 2020 con la conduzione di Benedetta Parodi.

## Il programma
In ogni puntata, due chef professionisti, l'italiano Felice Lo Basso (in arte Felix Lo Basso), e l'olandese Eugenio Boer, aiutano due concorrenti volenterosi ma negati in cucina a preparare i loro piatti gourmet, dando indicazioni attraverso un auricolare, senza mai poter intervenire dal vivo. I piatti stessi vengono poi presentati al giudice Andrea Grignaffini, che decreta il vincitore della puntata (ossia lo sfidante che ha realizzato il piatto migliore, che si aggiudica il Cucchiaio d'oro), e consegna un premio, oltre che al primo arrivato, anche al secondo arrivato, che si aggiudica il Cucchiaio d'argento. Al termine di ogni puntata - per la serie "Non si butta via niente" - Benedetta si dedica alla sua passione: cucinare. Per farlo va tra i banchi dei due concorrenti, raccoglie gli ingredienti rimasti e realizza una portata originale e gustosa.
Il 15 gennaio 2021 è andata in onda, su LA7d, una puntata speciale con il meglio della trasmissione intitolata Senti chi mangia - Best.

### Messa in onda
Il programma è andato in onda, dal lunedì al venerdì, dalle 17:00 alle 18:10 su LA7, subito dopo Tagadà.

## Edizioni
| Edizione | Anno | Conduzione       | Presenze fisse | Presenze fisse | Presenze fisse     | Periodo           | Periodo         | Puntate | Studio                                     | Telespettatori | Share |
| Edizione | Anno | Conduzione       | Aiutanti       | Aiutanti       | Giuria             | Inizio            | Fine            | Puntate | Studio                                     | Telespettatori | Share |
| -------- | ---- | ---------------- | -------------- | -------------- | ------------------ | ----------------- | --------------- | ------- | ------------------------------------------ | -------------- | ----- |
| 1ª       | 2020 | Benedetta Parodi | Felix Lo Basso | Eugenio Boer   | Andrea Grignaffini | 14 settembre 2020 | 2 novembre 2020 | 35      | Studi Televisivi Silva 36 Studios - Milano |                |       |